# Hunze (rivier)
De Hunze is een rivier in het grensgebied van Drenthe en Groningen, ten oosten van de Hondsrug. Vroeger liep de Hunze door tot de Waddenzee bij Eenrum, waar toen de kust lag. De tegenwoordige monding bij Zoutkamp is ontstaan toen de Lauwerszee zich gedurende de middeleeuwen uitbreidde en de Hunze westelijker begon af te wateren via de Lauwers.De gebiedsnamen Hunsingo en Aa en Hunze verwijzen naar deze rivier.

## Benamingen
De herkomst van de naam Hunze is mogelijk ouder dan het Germaans en de betekenis is onduidelijk, hoewel er wel speculaties zijn.
Er zijn veel namen voor oude lopen en deeltrajecten, waarvan sommige opgevat worden als aanduidingen voor de hele rivier. Enkele voorbeelden: Achterste Diep, Oostermoerse Vaart, Oostermoersche Vaart, Drentsche Diep, Schuyten diep, Reitdiep en Munnekezijlsterried. Sommige namen hebben door de eeuwen heen verschillende betekenissen aangenomen.

## Historie

### Ontstaan
Het Hunzedal is waarschijnlijk ontstaan in het Saalien (de voorlaatste ijstijd; 236.000 tot 124.000 v.Chr.) in de laatste fase van vergletsjering, toen de ijsstroom van het landijs van richting veranderde van noordoost-zuidwest naar noordwest-zuidzuidoost. Aangenomen wordt, dat de uitsnijding veroorzaakt is door een ijslob. Vroeger werd gedacht dat het een smeltwaterdal uit een latere periode was, maar dit lijkt niet logisch, gezien de depressies en de steile rechte begrenzing aan westzijde van het dal; wel heeft het dal later smeltwater afgevoerd.
Het dal had oorspronkelijk een breedte van 15 kilometer en een diepte van 50 meter. Tijdens het Saalien en daarna het Eemien en het Weichselien werd het dal opgevuld, vooral met zand. In het Eemien, ruim 100.000 jaar v.Chr., ontstond een rivierenstelsel of een moerasgebied, gevoed door kleine stroompjes en kwelwater. Dit dal werd in de loop der tijd gereduceerd tot een stroomdal van hooguit enkele kilometers breed, dat uitmondde bij Eenrum.

### Nieuwe bedding
Een reeks ontwikkelingen die vele honderden jaren duurde, leidde in de middeleeuwen tot een nieuwe bedding voor de benedenloop van de Hunze.
Omstreeks het begin van onze jaartelling verlegden wadgeulen in de Waddenzee zich, waardoor de Zoutkamperlaag ontstond, een rechtstreekse verbinding tussen het Westgat bij Schiermonnikoog en de afwatering van het Lauwersgebied. Overstromingen werden in de zevende en achtste eeuw grootschaliger toen het gebied door ontginning lager kwam te liggen: bij vervening oxideert en verdwijnt het veen op den duur, zodat de bodem blijft dalen na de winning; verder speelde inklinking door turf- en zoutwinning een rol. De monding van de Lauwers werd wijder, bij Anjum al vanaf het begin van de jaartelling. Rivierdalen doorsneden het landschap steeds verder en bij Eenrum ontstond een verbinding tussen het Lauwerssysteem en de Hunze. Dit werd de hoofdstroom, en de oude Hunzemonding verzandde. In de 14e eeuw werd een noordelijke arm naar de Hiddingezijl afgedijkt en resteerde alleen nog de westelijke arm, die in de loop der tijd werd vergraven tot het Reitdiep; deze aanduiding kreeg op den duur de overhand op de naam Hunze.

### Vroegmoderne en moderne tijd
Met name aan oostzijde van de stad Groningen werden delen vergraven om een betere afwatering en een scheepvaartverbinding te realiseren. Vanaf halverwege de 18e eeuw werd het dal verder versmald door verveningen. In de 20e eeuw werd het op veel plekken gekanaliseerd door meanders af te snijden en delen te vergraven. Begin 21e eeuw zijn delen omgevormd tot natuurgebied, waarbij plannen om de Hunze deels te hermeanderen zijn uitgevoerd. Het gaat onder andere om trajecten van drie kilometer ten zuidoosten van Buinen en zestien kilometer tussen Schreierswijk en Oud Annerveen. Eind 2020 werden kronkels aangelegd in het gebied Paardetangen, ter hoogte van Buinen. Het Achterste Diep, een bovenloop van de Hunze, groeide daardoor vain 1,7 naar 2,7 kilometer

### Hunzevisie
In 1995 presenteerden Het Drentse Landschap, Het Groninger Landschap en het Wereldnatuurfonds het plan Hunzevisie, gericht op een meer natuurlijk dal. In 2014 verscheen het vervolg Hunzevisie 2030, dat grote delen van Groningen en Drenthe in ogenschouw neemt en de Hunze beziet in samenhang met Waddenzee, de Hondsrug en de Veenkoloniën.

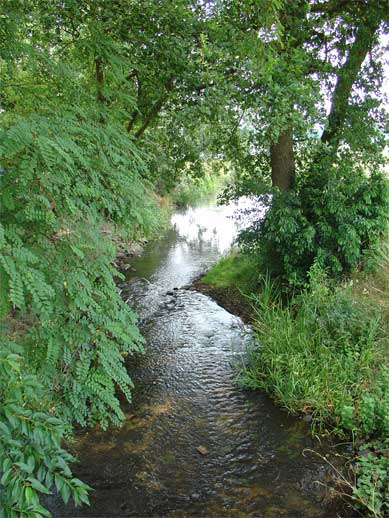
Voorste Diep bij Bronneger (2006)
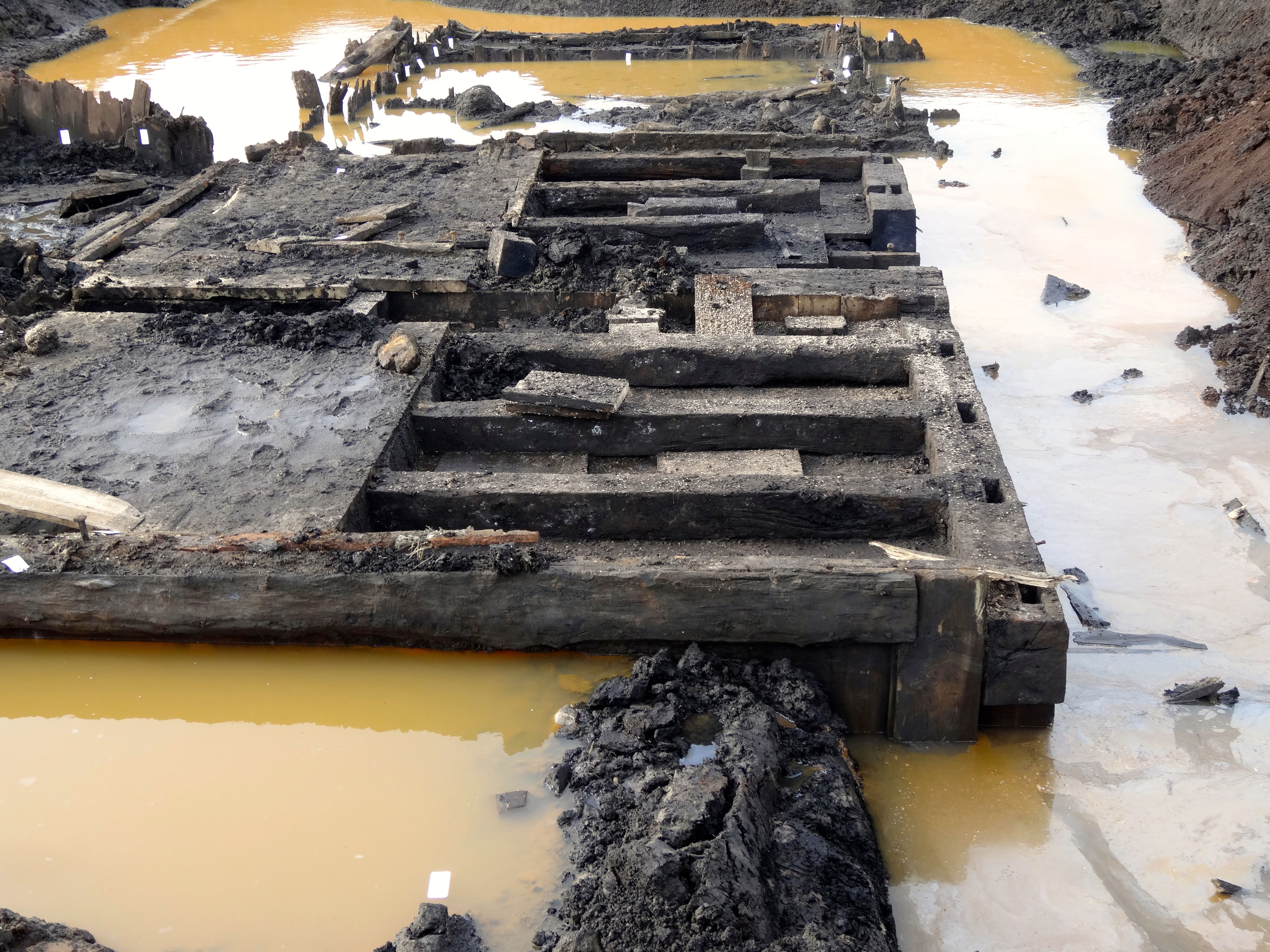
Restanten van een oude keersluis in De Hunze nabij De Hilte (Tjassensverlaat)
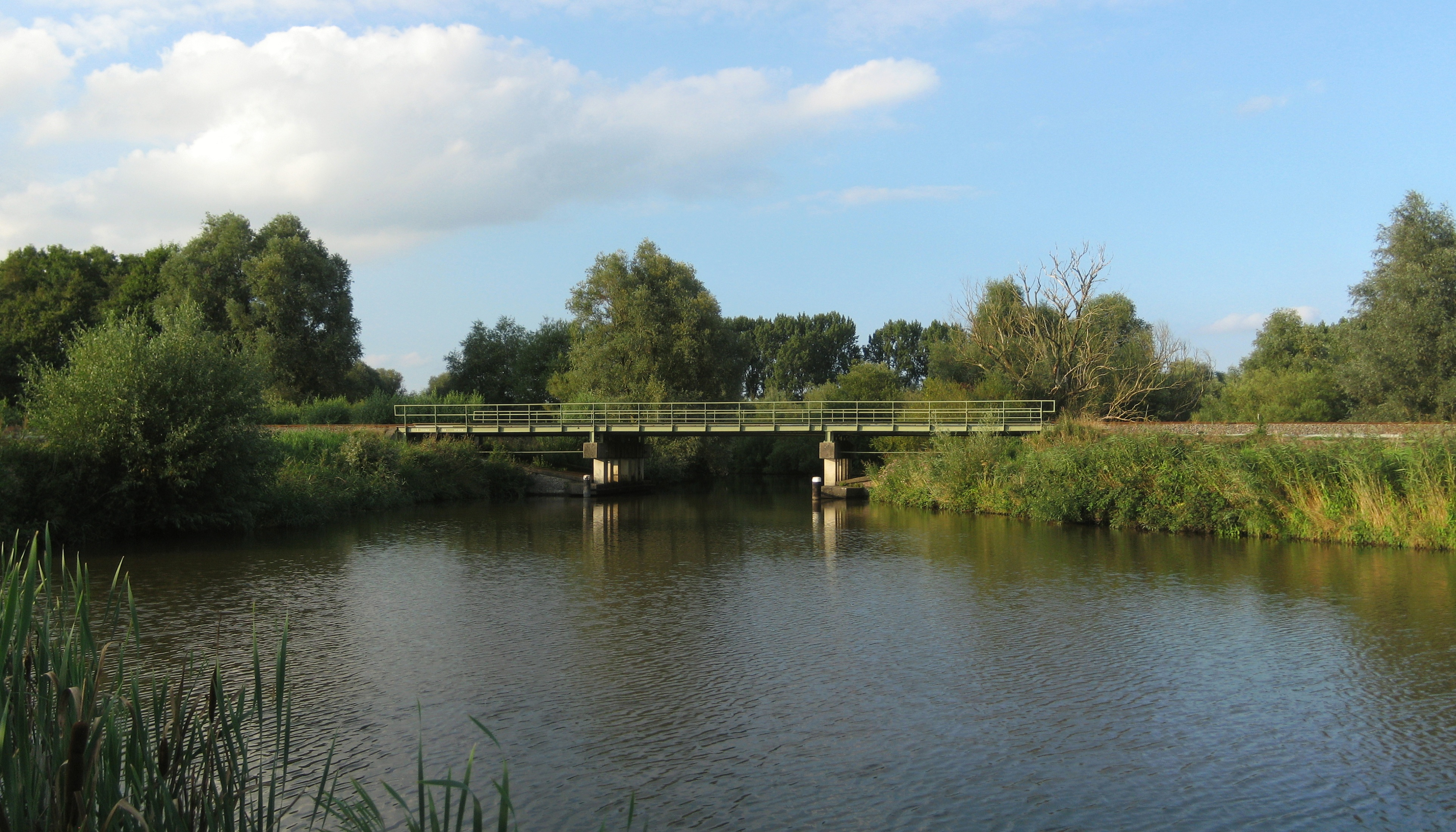
Spoorbrug over het Drentsche Diep bij Waterhuizen (2013)
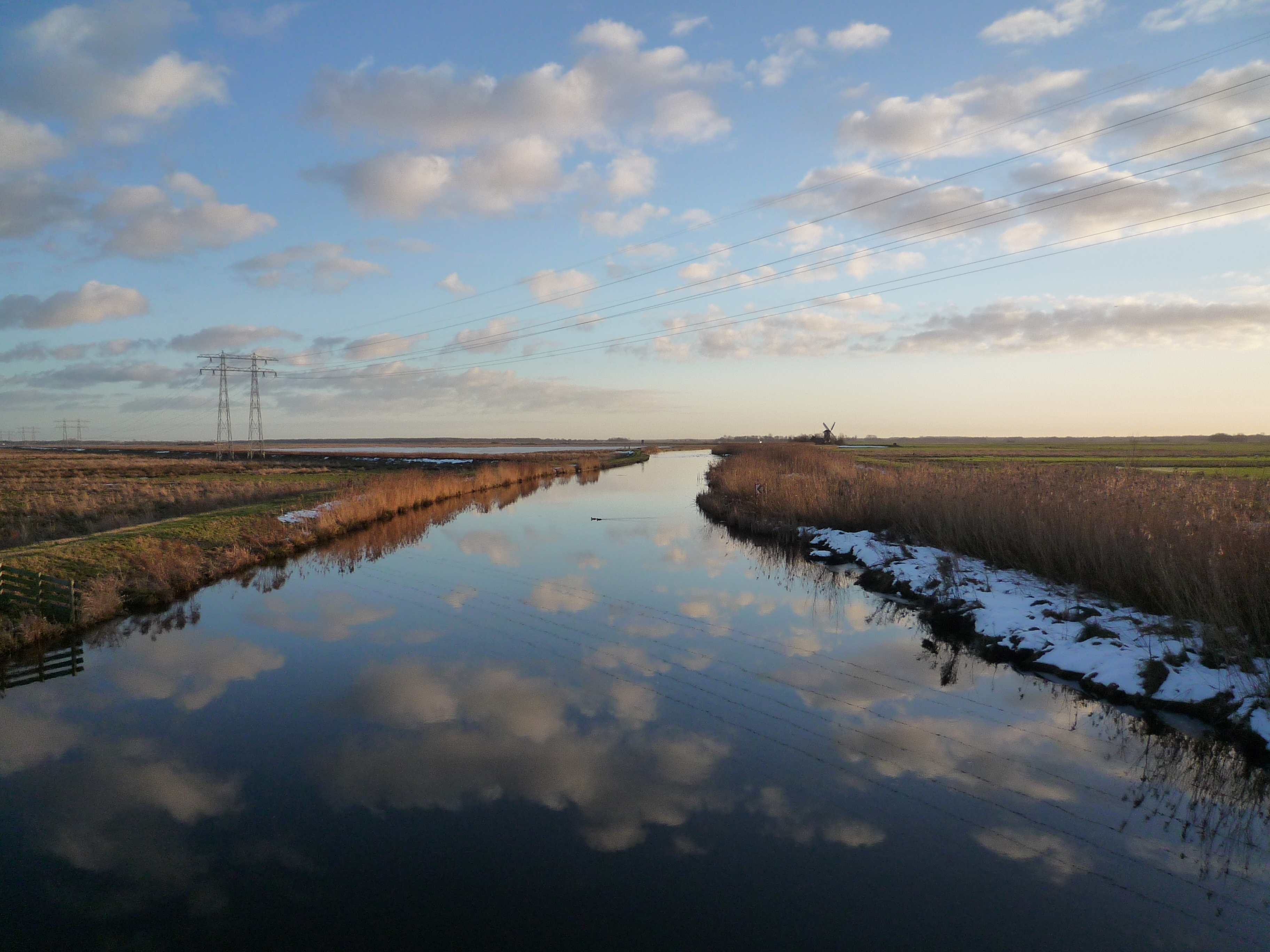
Drentsche Diep gezien vanaf het Polderpad met op de achtergrond poldermolen De Biks

## Loop van de rivier
De Hunze begint ten oosten van Gasselte en ten westen van Drouwenerveen, waar het Voorste en Achterste Diepje bij elkaar komen. Het Voorste Diep is een van de twee doorbraakdalen door de Hondsrug. Vanaf dat punt tot het Zuidlaardermeer wordt het ook wel de Oostermoerschevaart genoemd, naar het dingspel Oostermoer. Het woord moer duidt op moeras en laagveen. Ten westen van het Zuidlaarderdiep werd de Hunze vroeger door een doorbraakdal door de Besloten Venen verbonden met de Drentsche Aa.
Oorspronkelijk meanderde de rivier door dit drassige gebied. Deze drassigheid is er de oorzaak van dat er in Drenthe eigenlijk geen enkele plaats echt aan de oude Hunzeboezem ligt, hoewel het riviertje bij Gasselternijveen en Spijkerboor de beide dorpen bijna raakt. Dit laatste is waarschijnlijk het resultaat van het afsnijden en rechttrekken van de oorspronkelijke meanders bij deze dorpen.
Bij Meerwijck, waar de Hunze aan de noordzijde het Zuidlaardermeer verlaat, bevindt zich een fiets- en voetveer. Vanaf hier wordt de rivier het Drentsche Diep genoemd dat loopt door het natuurgebied de Westerbroekstermadepolder, omdat het dan vanuit die provincie door de provincie Groningen stroomt. Het mondt bij Waterhuizen uit in het Winschoterdiep.

## Historische lopen

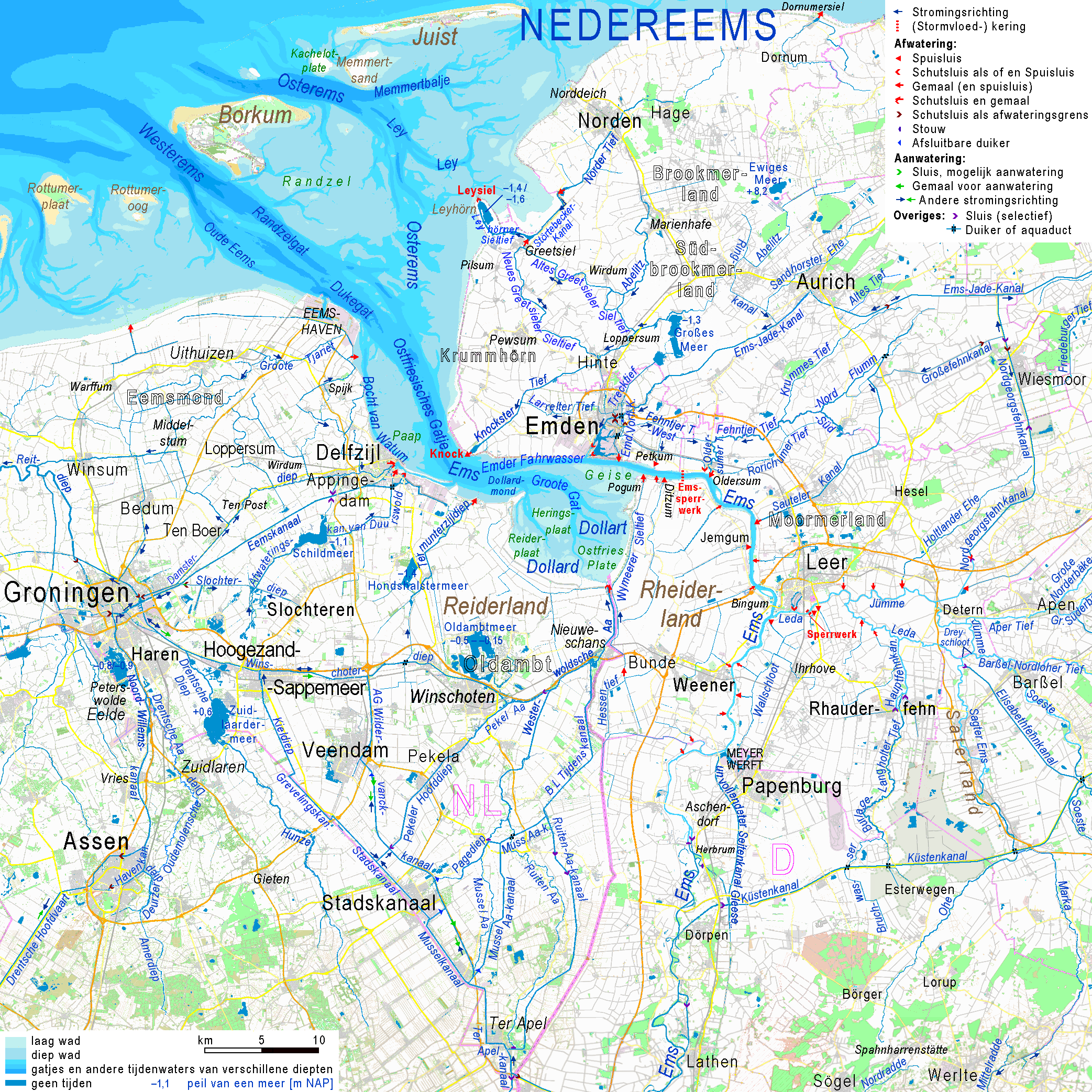
Hunze, Drentsche Aa, Winschoterdiep en Eemskanaal in het systeem van de Nedereems

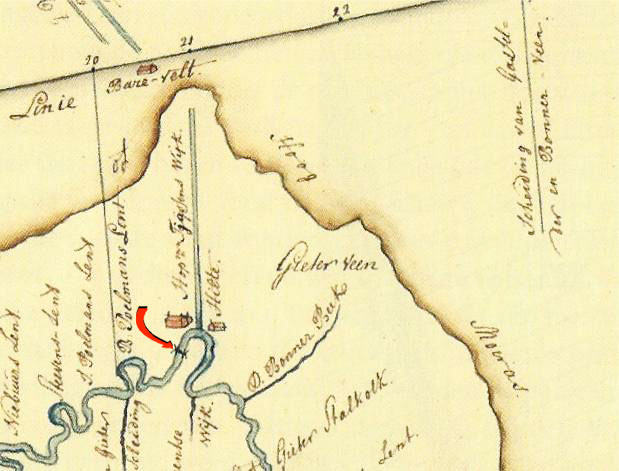
Kaart Hunze met sluis (De Hilte, omgeving Gieterveen omstreeks 1760)

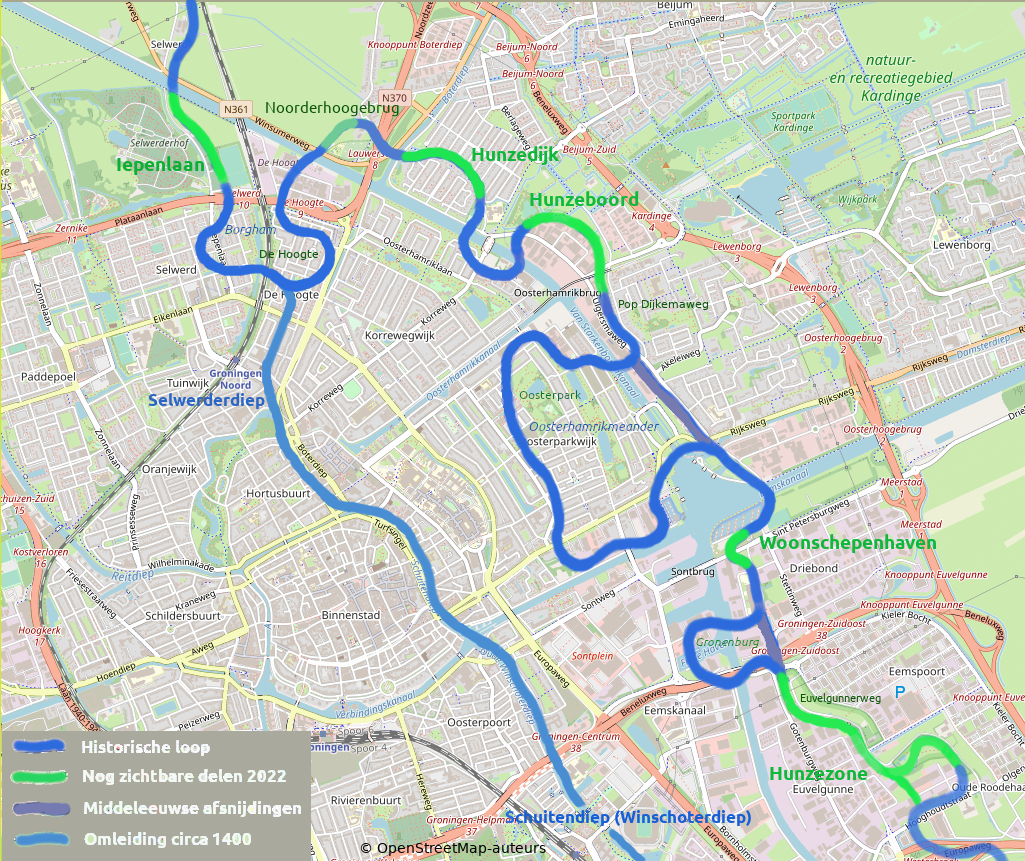
Historische loop van de Hunze rond de stad Groningen

Tussen het Winschoterdiep en het Damsterdiep is de rivier sterk verzand en nog moeilijk als zodanig te herkennen. Ten noorden van de (oude) stad Groningen heet de Hunze het Selwerderdiepje.
Vanaf Wierumerschouw was het Reitdiep vanaf halverwege de 17e eeuw de voor een groot deel rechtgetrokken benedenloop van de Hunze. Het gedeelte van Groningen tot Wierumerschouw is de gegraven benedenloop van de Drentsche Aa.
Rond het jaar 1400 werd de Hunze bij Roodehaan afgedamd en in het nieuw gegraven Schuitendiep naar de stad Groningen omgeleid. Een gedeelte ervan werd later benut voor het gegraven Winschoterdiep. Hierdoor kreeg de stad rechtstreeks verbinding met de veengebieden in Oost-Groningen, zodat zij de turfhandel onder controle kon krijgen. Het verlengde van het Schuitendiep in de stad heet dan ook heel toepasselijk Turfsingel, de stapelplaats voor turf.
Op luchtfoto's en ook op bepaalde plekken in het landschap is het oude stroomdal nog wel te herkennen. De rivier stroomde van Waterhuizen naar Oosterhoogebrug en is o.a. bij Oude Roodehaan nog te traceren. In de stad Groningen zijn twee grote bochten van de oude loop nog herkenbaar tussen Ooster- en Noorderhoogebrug. Ook aan de oostzijde van de begraafplaats de Selwerderhof zijn nog structuren te vinden. Aan de noordkant van het Van Starkenborghkanaal zijn de contouren in het kleigebied rondom Adorp nog zichtbaar. Vanaf daar heeft de rivier noordwaarts geslingerd en zijn de oude meanders nog te herkennen, zoals de "bocht van Hekkum" en het Oude Diepje. Bij het latere Schouwerzijl splitste de rivier zich in een noordelijke tak (zie: Kromme Raken) die nabij Pieterburen in de Waddenzee uitmondde, en een westelijke tak (later onderdeel van het Reitdiep) die bij Zoutkamp naar de Lauwerszee stroomde.

## Hunzevisie
In 1995 hebben Het Groninger Landschap, Het Drentse Landschap en het Wereldnatuurfonds het plan Hunzevisie opgesteld om te komen tot herstel van natuur in het Hunzedal en om zoveel mogelijk de oorspronkelijke rivierloop te reconstrueren.
Door de provincie Drenthe en de gemeenten Aa en Hunze, Borger-Odoorn en Tynaarlo gezamenlijk worden de oude meanders van de Hunze in het Drentse deel van het riviertje weer hersteld. Bij deze werkzaamheden werd in oktober 2014 de restanten van een oude keersluis gevonden nabij de buurtschap De Hilte.
In Groningen zijn de Kropswolderbuitenpolder en de Westerbroekstermadepolder ten noorden van het Zuidlaardermeer voorbeelden van gerealiseerde natuurgebieden. Ook is ter weerszijden van de Euvelgunnerweg, mede dankzij wijlen boer Thies Dijkhuis, de Hunzezone gerealiseerd als groene zone tussen twee industriegebieden, met behoud van de hier nog bestaande Hunzeloop.
In 2014 werd Hunzevisie 2030 gepresenteerd. Hierin wordt ook de ambitie geuit om de Hunze weer naar de Waddenzee door te laten stromen.
In 2023 presenteerde ook de gemeente Groningen een Hunzevisie, die aansluit bij de wens van de andere partijen om de rivier te herstellen tot aan de Waddenzee. Groningen denkt aan een serie projecten die in totaal dertig jaar in beslag zullen nemen. Het is de bedoeling dat een ieder die iets wil ontwikkelen of bouwen in het gebied van de Hunze, in de plannen het herstel ter plaatse van de rivier meeneemt.

## Vernoemd naar de Hunze
- De gemeente Aa en Hunze dankt haar naam aan de twee rivieren die door de gemeente stromen. Naast de Hunze is dit de Drentsche Aa.
- KGR De Hunze is de naam van een (burger)roeivereniging gelegen in het centrum van de stad Groningen, opgericht 19 februari 1886. Volledige naam: Koninklijke Groninger Roeivereniging De Hunze.
- De Hunze is de naam van een wijk van de stad Groningen die vanaf 1989 in het noordoosten van de stad is gebouwd.
- Ongeveer op de locatie van de Euroborg, het huidige stadion van FC Groningen, stond jarenlang de Hunzecentrale, een van de horizonbepalende gebouwen van Groningen die met vijf pijpen de Martinitoren naar de kroon stak.
- De landstreek Hunsingo.
- Waterschap Hunze en Aa's

- Gemeinsame Normdatei: 7848674-9
- Virtual International Authority File: 244372683